# Vidadomb
A Vidadomb, vagy Vida-domb egy domb Budapest XVII. kerületében, Rákoskert és Ecser határán. Magassága egy 1989-es katonai térkép szerint 201,3 méter, tetejéről a pesti oldal egyik legszebb panorámája nyílik a védett Merzse-mocsár és a Budapest Liszt Ferenc nemzetközi repülőtér területére. A domb csúcsán 1992 húsvétja óta egy 6 méter magas, sima fakereszt áll, míg a domb oldalán a második világháborúban keletkezett bombatölcsér mind a mai napig megfigyelhető.
Területén gyakran tartanak különböző koncerteket, mulatságokat, ünnepségeket, helyi fesztiválokat.

## Külső hivatkozások
- Rákoskert részletes története napjainkig, benne a Vida-domb történetével